# 석호 성운
석호 성운(NGC 6523 혹은 M8)는 궁수자리에 있는 거대 성간 구름과 H II 영역이다. 1747년에 기욤 르 장띠에 의해 처음 발견되었다.
석호 성운은 지구에서 약 4,100광년 떨어져 있으며 겉보기 등급은 6등급이다. 크기는 55 × 20광년 정도로, 시직경은 90 × 40분이다.
2006년에 이 성운에서 4개의 허빅-아로 천체가 있는 것이 밝혀졌다.

## 같이 보기
- 메시에 천체 목록